# جولیان هودک
جولیان هودک (انگلیسی: Julian Hodek؛ زادهٔ ۹ مهٔ ۱۹۹۸) بازیکن فوتبال اهل آلمان است.